# HD71068
HD71068 — хімічно пекулярна зоря спектрального класу A5, що має видиму зоряну величину в смузі V приблизно  9,0.
Вона  розташована на відстані близько 739,6 світлових років від Сонця.

## Фізичні характеристики
Телескоп Гіппаркос зареєстрував фотометричну змінність  даної зорі з періодом    0,80 доби в межах від  Hmin= 9,20 до  Hmax= 9,06.